# Polyalthia amygdalina
Polyalthia amygdalina är en kirimojaväxtart som först beskrevs av Asa Gray, och fick sitt nu gällande namn av John Wynn Gillespie. Polyalthia amygdalina ingår i släktet Polyalthia och familjen kirimojaväxter. Inga underarter finns listade i Catalogue of Life.